# Frans Krajcberg
Frans Krajcberg (Kozienice, 12 de abril de 1921 - Rio de Janeiro, 15 de novembro de 2017) foi um pintor, escultor, gravador, fotógrafo e  artista plástico nascido na Polônia e naturalizado brasileiro.
Em 2008 recebeu o grande prêmio da APCA, e, em 22 de junho de 2009, foi feito cavaleiro da Ordem do Ipiranga pelo Governo do Estado de São Paulo, na pessoa do então governador José Serra.

## Biografia
Durante a Segunda Guerra Mundial (1939-1945) em 1939, Krajcberg buscou refúgio na União Soviética, onde estudou engenharia e artes na Universidade de Leningrado. Residiu na Alemanha prosseguindo seus estudos na Academia de Belas Artes de Stuttgart.
Chegou ao Brasil em 1948, vindo a participar da primeira  Bienal de São Paulo, em 1951. Durante a década de 1940 o seu trabalho era abstrato.
De 1948 a 1954 viveu entre as cidades de Paris, Ibiza e Rio de Janeiro, onde produziu os seus primeiros trabalhos fruto do contato direto com a natureza. A relatos que na década de 1950 morou em uma caverna no Pico da Cata Branca, região de Itabirito, no interior de Minas Gerais. Ali na região, à época, era conhecido como o barbudo das pedras, uma vez que vivia solitário, sem conforto, tomando banho no rio vizinho, enquanto produzia, incessantemente, gravuras e esculturas em pedra.

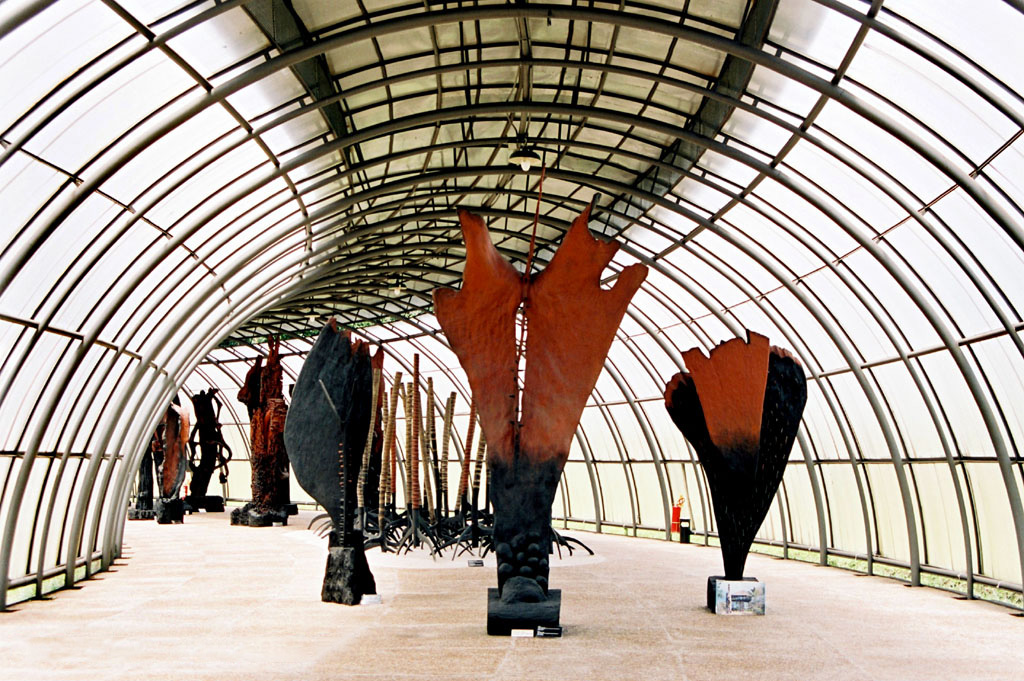
Espaço Frans Krajcberg, em Curitiba. Foto:Sam Emerick/flickr

Em 1956, mudou-se para o Rio de Janeiro, onde dividiu o ateliê com o escultor Franz Weissmann (1911 - 2005). Naturalizou-se brasileiro no ano seguinte.
Em 1964, executou as suas primeiras esculturas com madeiras de cedros mortas. Realizou diversas viagens à Amazônia e ao Pantanal Matogrossense, fotografando e documentando os desmatamentos, além de recolher materiais para as suas obras, como raízes e troncos calcinados. Na década de 1970 ganhou projeção internacional com as suas esculturas de madeira calcinada.
A sua obra reflete a paisagem brasileira, em particular a floresta amazônica, e a sua constante preocupação com a preservação do meio-ambiente. Antes de morrer ele focou em fotografia.

### O Sítio Natura

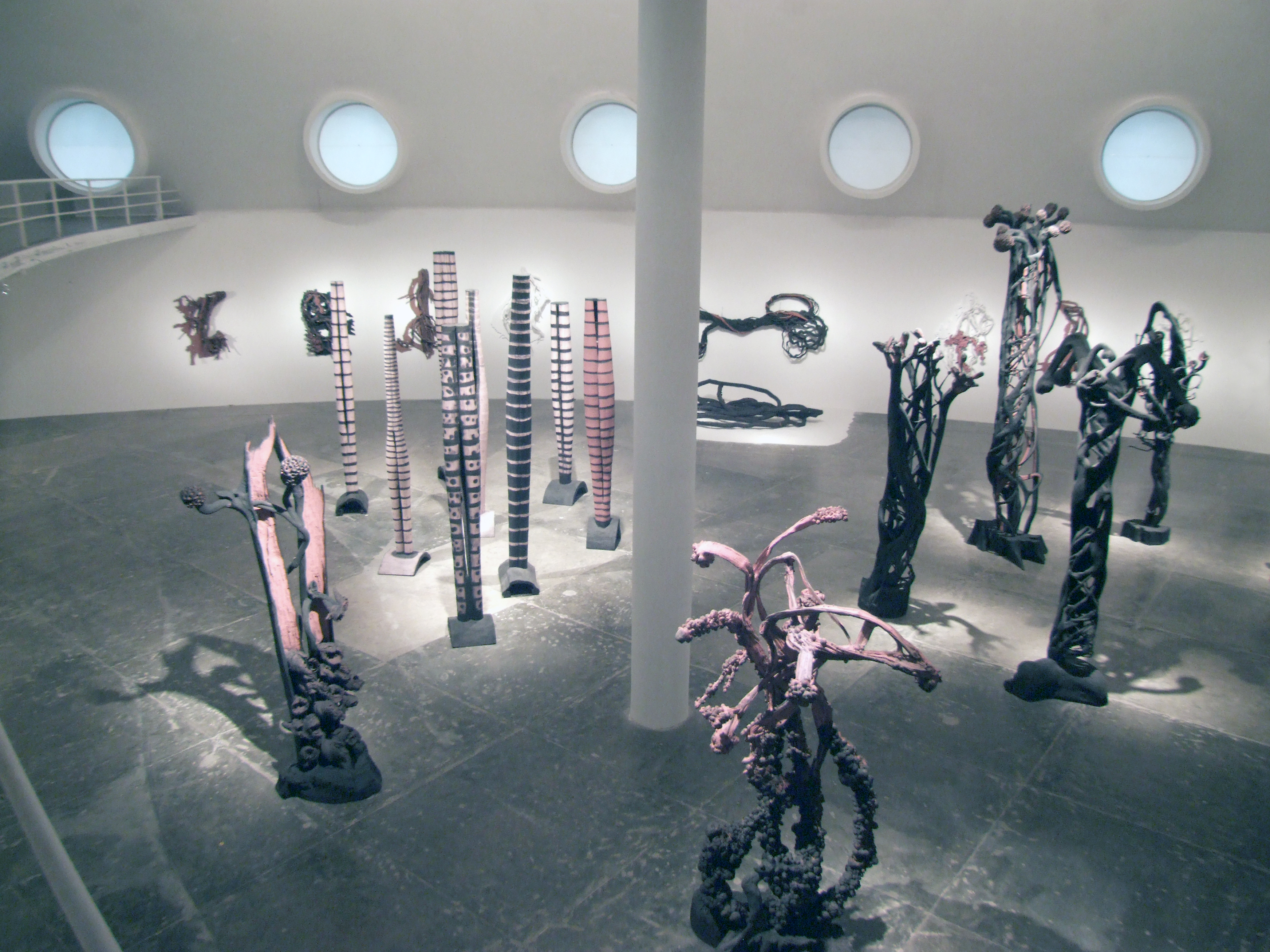
Frans Krajcberg, Oca 2008

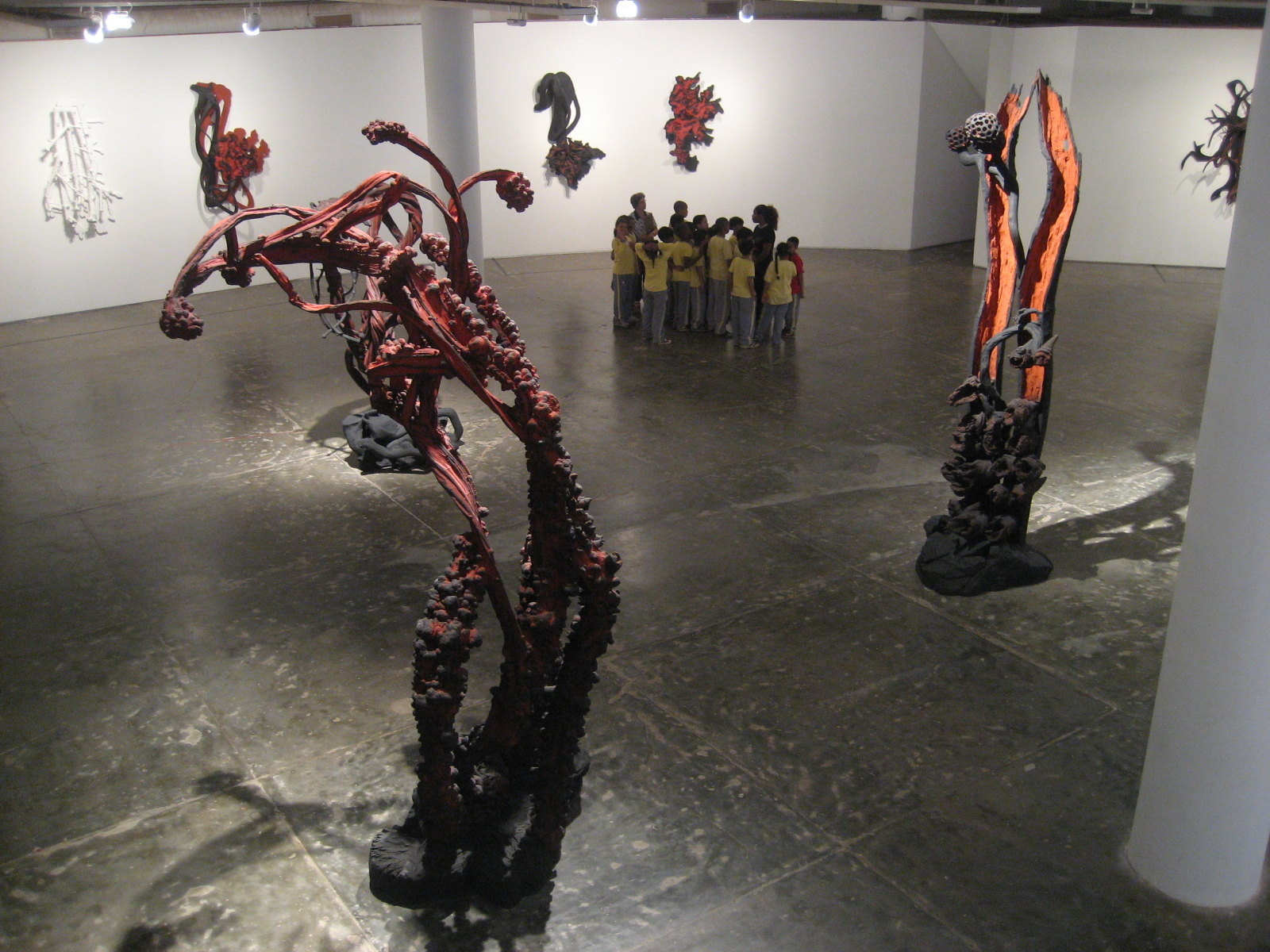
Trabalhos de Frans Krajcberg na mostra Natura, em São Paulo.

Krajcberg radicou-se no Brasil desde 1972 vivendo no sul da Bahia, onde manteve o seu ateliê no Sítio Natura, no município de Nova Viçosa. Chegou ali a convite do amigo e arquiteto Zanine Caldas, que o ajudou a construir a habitação: uma casa, a sete metros do chão, no alto de um tronco de pequi com 2,60 metros de diâmetro. À época Zanine sonhava em transformar Nova Viçosa em uma capital cultural e a sua utopia chegou a reunir nomes como os de Chico Buarque, Oscar Niemeyer e Dorival Caymmi.
No sítio, uma área de 1,2 km², um resquício de Mata Atlântica e de manguezal, o artista plantou mais de dez mil mudas de espécies nativas. O litoral do município é procurado, anualmente, no inverno, por baleias-jubarte. No sítio, dois pavilhões projetados pelo arquiteto Jaime Cupertino, abrigam atualmente mais de trezentas obras do artista. Futuramente, com mais cinco construções projetadas, ali se constituirá o Museu que levará o nome do artista.

### Reconhecimento
Frans Krajcberg ficou conhecido como o artista que adotou a floresta brasileira por ter sido capaz de unir arte e meio ambiente num trabalho que foi além do encantamento. No Brasil, elaborou 11 manifestos nacionais, mais de 50 gritos públicos e publicou 14 livros. Durante a carreira, Krajcberg participou de 206 exposições coletivas entre 1950 a 2016 em 33 países, promoveu 92 exposições individuais entre 1945 a 2012 em 28 países, recebeu mais de dois mil prêmios. Enfim, se tornou um artista prestigiado e sua vida ganhou pelo menos 32 documentários e filmes no Brasil e em vários outros países. O escultor escolheu viver na sua casa da árvore, no seu Sítio Natura, em Nova Viçosa, os últimos 45 anos da sua vida.
Como parte das comemorações do centenário de nascimento do escultor em 2021, foi publicada a primeira biografia 100% abnegada a vida e a obra do artista, intitulada “Frans Krajcberg – O Poeta da Árvore”, de autoria do jornalista baiano Athylla Borborema. De 7 de maio a 31 de julho de 2022, em parceria com o IPAC – Instituto do Patrimônio Histórico e Cultural da Bahia, o MuBE – Museu Brasileiro da Escultura e Ecologia realizou com entrada gratuita em São Paulo uma exposição com 160 trabalhos entre esculturas, pinturas, desenhos, gravuras e objetos do artista, intitulada “Frans Krajcberg: por uma arquitetura da natureza”, primeira mostra exibida após a morte do escultor em 15 de novembro de 2017.

### Polêmica
O artista plástico Frans Krajcberg fez a doação de todo seu patrimônio e acervo artístico para o Estado da Bahia por meio de uma escritura pública de usufruto no Cartório do 5º Ofício de Notas de Salvador, no dia em 2 de junho de 2009, quando o artista tinha 88 anos. Em abril de 2022, quando o IPAC decidiu esvaziar o Sítio Natura e transportar todas as obras de artes do artista, gerou uma grande revolta por parte de políticos e algumas instituições contra a atitude do Estado. Mas uma decisão da justiça no dia 2 de maio de 2022, garantiu exclusividade do Estado da Bahia na administração do acervo do artista Frans Krajcberg.
Um imóvel situado na região do Cais do Porto, no Centro Histórico de Nova Viçosa, pertencente ao espólio do artista plástico Frans Krajcberg, foi demolido na manhã do dia 10 de agosto de 2022, por máquinas da Prefeitura Municipal de Nova Viçosa. A Procuradoria Geral do Estado (PGE) chegou a requerer reforço policial, com a finalidade de evitar a destruição do imóvel que pertencia ao artista desde 1978 por meio de um título de regularização fundiária, mas o esforço foi em vão. A prefeita Luciana Sousa Machado Rodrigues alegou que o imóvel oficialmente pertenceria ao município, e como a casa tinha mais de 100 anos e se encontrava em ruínas, foi preciso demolir.

### Ativismo Ecológico
Ao longo de sua carreira, o artista: 
- Denunciou queimadas no estado do Paraná;
- Denunciou a exploração de minérios no estado de Minas Gerais;
- Denunciou o desmatamento da Amazônia brasileira;
- Defendeu as tartarugas marinhas que buscam o litoral do município de Nova Viçosa para desova;
- Postou-se na frente de um trator para evitar a abertura de uma avenida na cidade de Nova Viçosa.